# Gorenja vas (gmina Trebnje)
Gorenja vas – wieś w Słowenii, w gminie Trebnje. W 2018 roku liczyła 13 mieszkańców.